# World Series FINA de plongeon 2009
Navigation
Édition 2008 Édition 2010
L'édition 2009 des World Series FINA de plongeon, se dispute durant les mois de mars et avril et comporte quatre étapes.

## Les étapes
| Date           | Lieu      |
| -------------- | --------- |
| 21 au 22 mars  | Doha      |
| 27 au 28 mars  | Changzhou |
| 18 au 19 avril | Sheffield |
| 24 au 25 avril | Mexico    |

## Classement

### Hommes
| Place | Nom            | Nationalité | Point |
| ----- | -------------- | ----------- | ----- |
| 1     | Qin Kai        | Chine       | 70    |
| 2     | Zhang Xinhua   | Chine       | 52    |
| 2     | Yahel Castillo | Mexique     | 52    |

| Place | Nom               | Nationalité | Point |
| ----- | ----------------- | ----------- | ----- |
| 1     | Qiu Bo            | Chine       | 54    |
| 2     | Matthew Mitcham   | Australie   | 44    |
| 3     | Jose Guerra Oliva | Cuba        | 37    |
| 3     | Rommel Pacheco    | Mexique     | 37    |

| Place | Pays        | Point |
| ----- | ----------- | ----- |
| 1     | Royaume-Uni | 87    |
| 2     | Allemagne   | 81    |

| Place | Pays      | Point |
| ----- | --------- | ----- |
| 1     | Chine     | 108   |
| 2     | Allemagne | 90    |
| 3     | Cuba      | 75    |

### Femmes
| Place | Nom               | Nationalité | Point |
| ----- | ----------------- | ----------- | ----- |
| 1     | He Zi             | Chine       | 68    |
| 2     | Sharleen Stratton | Australie   | 46    |
| 3     | Katja Dieckow     | Allemagne   | 24    |

| Place | Nom             | Nationalité | Point |
| ----- | --------------- | ----------- | ----- |
| 1     | Kang Li         | Chine       | 66    |
| 2     | Roseline Filion | Canada      | 38    |
| 2     | Melissa Wu      | Australie   | 38    |

| Place | Pays      | Point |
| ----- | --------- | ----- |
| 1     | Chine     | 108   |
| 2     | Australie | 84    |
| 3     | Allemagne | 75    |

| Place | Pays      | Point |
| ----- | --------- | ----- |
| 1     | Chine     | 108   |
| 2     | Australie | 90    |
| 3     | Canada    | 87    |

## Vainqueurs par épreuve
| Étapes    | Hommes       | Hommes       | Hommes                                        | Hommes                       |                   | Femmes       | Femmes               | Femmes                    | Femmes |
| Étapes    | Tremplin 3m  | Haut vol 10m | Synchro 3m                                    | Synchro 10m                  | Tremplin 3m       | Haut vol 10m | Synchro 3m           | Synchro 10m               |        |
| Doha      | Zhang Xinhua | Zhou Luxin   | Chine Qin Kai Wang Feng                       | Chine Lin Yue Liang Huo      | Wu Minxia         | Chen Ruolin  | Chine Wang Han He Zi | Chine Chen Ruolin Kang Li |        |
| Changzhou | Qin Kai      | Zhou Luxin   | Chine Qin Kai Wang Feng                       | Chine Lin Yue Liang Huo      | Sharleen Stratton | Chen Ruolin  | Chine Wang Han He Zi | Chine Chen Ruolin Kang Li |        |
| Sheffield | Qin Kai      | Huo Liang    | Chine Qin Kai Zhang Xinhua                    | Chine Cao Yuan Zhang Yanquan | He Zi             | Wang Xin     | Chine Wang Han He Zi | Chine Wang Xin Kang Li    |        |
| Mexico    | Qin Kai      | Huo Liang    | Royaume-Uni Ben Swain Nicholas Robinson-Baker | Chine Cao Yuan Zhang Yanquan | He Zi             | Kang Li      | Chine Wang Han He Zi | Chine Wang Xin Kang Li    |        |